# Azure (Montana)
Azure es un lugar designado por el censo (en inglés, census-designated place, CDP) ubicado en el condado de Hill, Montana, Estados Unidos. Según el censo de 2020, tiene una población de 314 habitantes.
Está ubicado dentro de la Reserva India de Rocky Boy (Rocky Boy Indian Reservation).

## Geografía
La localidad está ubicada en las coordenadas 48°18′18″N 109°48′26″O / 48.30500, -109.80722. Según la Oficina del Censo de los Estados Unidos, Azure tiene una superficie total de 11.65 km², correspondientes en su totalidad a tierra firme.

## Demografía
Según el censo de 2020, hay 314 personas residiendo en Azure. La densidad de población es de 27,0 hab./km². El 97.45% de los habitantes son amerindios y el 2.55% son de una mezcla de razas. Del total de la población, el 1.27% son hispanos o latinos.